# Neoempheria ediya
Neoempheria ediya är en tvåvingeart som beskrevs av Loïc Matile 1973. Neoempheria ediya ingår i släktet Neoempheria och familjen svampmyggor. Inga underarter finns listade i Catalogue of Life.